# Фавара
Фавара (італ. Favara, сиц. Favara) — муніципалітет в Італії, у регіоні Сицилія,  провінція Агрідженто.
Фавара розташована на відстані близько 520 км на південь від Рима, 95 км на південь від Палермо, 7 км на схід від Агрідженто.
Населення — 32 942 особи (2014).
Щорічний фестиваль відбувається 13 червня. Покровитель — Sant'Antonio.

## Демографія
Населення за роками:

Станом на 1 січня 2023 року в муніципалітеті офіційно проживали 382 іноземці з 42 країн, серед них 156 громадян країн Євросоюзу.

## Сусідні муніципалітети
- Агрідженто
- Арагона
- Кастрофіліппо
- Комітіні
- Гротте
- Наро
- Ракальмуто